# Paul Géraldy

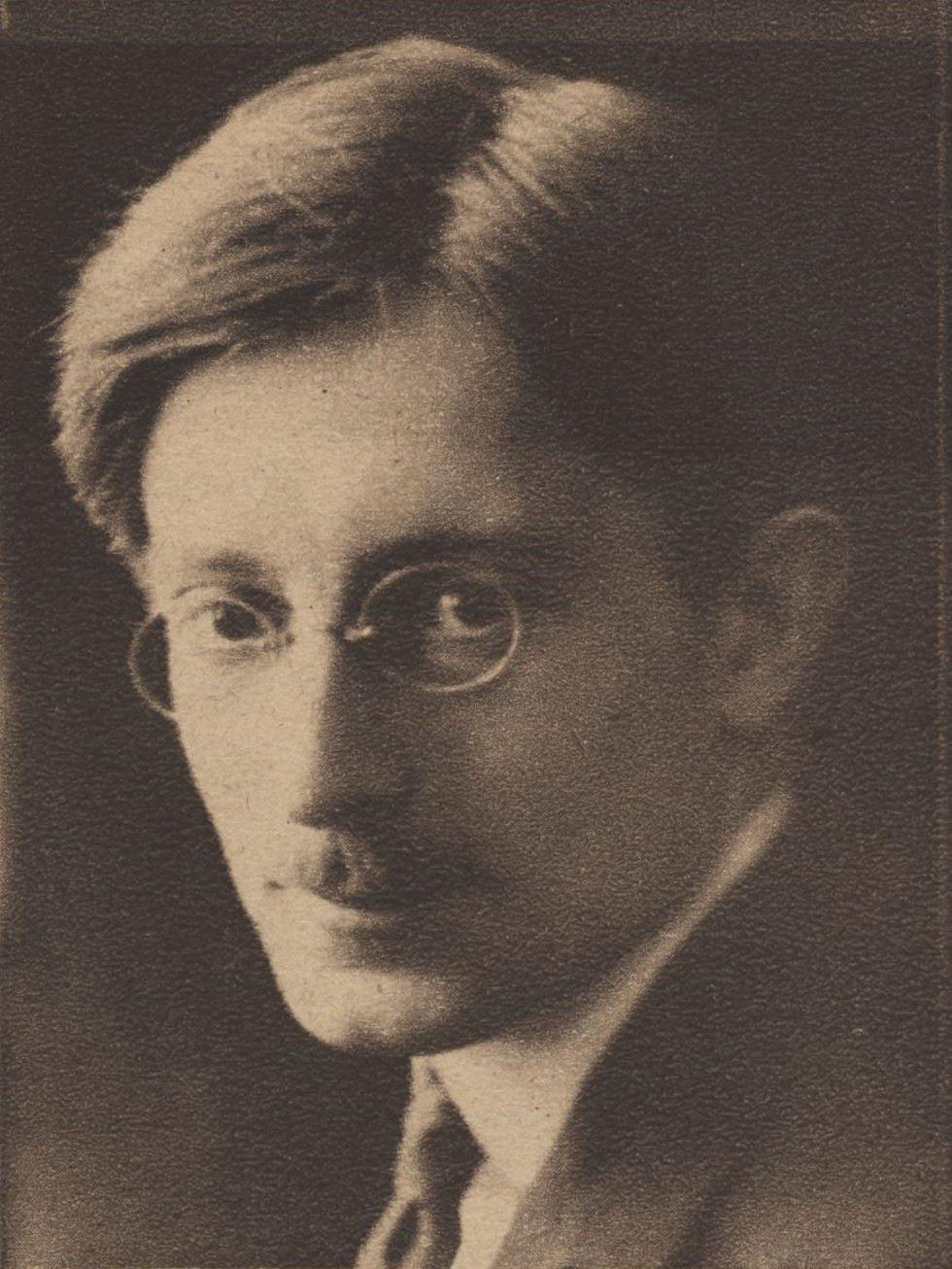
Paul Géraldy (1924) Fotograf: André Taponier

Paul Géraldy, eigentlich Paul Le Fèvre (* 6. März 1885 in Paris; † 10. März 1983 in Neuilly-sur-Seine), war ein französischer Schriftsteller.

## Leben und Werk
Paul Géraldy war der ältere Bruder des Schriftstellers Georges Le Fèvre (1892–1968). 1913 heiratete er die Opernsängerin Germaine Lubin. 
Géraldys Gedichtband Toi et moi von 1913 war einer der größten Verkaufserfolge von Dichtung überhaupt (auch ins Deutsche übersetzt). Er wurde zuletzt 2022 im Verlag Éditions Mille et une nuits mit einem Vorwort von Jane Birkin aufgelegt. Sein Theater analysierte vor allem die Problematik der Liebe in der Ehe. Seine Prosa wurde als etwas zu süßlich kritisiert.

## Werke (Auswahl)

### Dichtung
- Les petites âmes. A. Messein, Paris 1908. L. Vanier, Paris 1908.
- Toi et moi. P.-V. Stock, Paris 1913. (zahlreiche Auflagen)
  - (deutsch) Du und Ich. Dioskuren-Verlag, Wiesbaden 1926. Zsolnay, Wien 1927, 1948. (nachgedichtet von Clara Katharina Pollaczek)
- L’amour. Hachette, Paris 1929.
  - (deutsch) So ist die Liebe. (Gedichte). Zsolnay, Wien 1930. (übersetzt von Berta Zuckerkandl-Szeps)

### Theater
- Les Noces d’argent (1917)
- Aimer (1921) (Prix Toirac 1922 der Académie française)
  - (deutsch) Aimée. Schauspiel in 3 Akten. Wien 1924. (übersetzt von Berta Zuckerkandl-Szeps)
- (mit Robert Spitzer) Si je voulais… (1924)
  - (deutsch) Wenn ich wollte... Lustspiel in 3 Akten. Wien 1925.
- Robert et Marianne (1925)
  - (deutsch) Robert und Marianne. Eirich, Wien 1928. (übersetzt von Berta Zuckerkandl-Szeps)
  - Dramen. Autorisierte Übersetzung aus dem Französischen. Zsolnay, Wien 1928.
- (mit Robert Spitzer) L’Homme de joie (1929)
- Christine (1932) (Prix Toirac 1933 der Académie française)
- Duo (1938)

### Romane und weitere Prosa
- La Guerre, Madame (1916)
- Le Prélude (1923) (Erzählung)
  - (deutsch) Helene. P. Zsolnay, Wien 1924. (übersetzt von Raoul Auernheimer)
- L’Homme et l’amour (1951)
  - (deutsch) L’Amour. Der Mann und die Liebe. Perlen, Marbach 1955. (übersetzt von Suzanne Varenius)